# Liste der denkmalgeschützten Objekte in Mühlheim am Inn
Die Liste der denkmalgeschützten Objekte in Mühlheim am Inn enthält die denkmalgeschützten, unbeweglichen Objekte der Gemeinde Mühlheim am Inn in Oberösterreich (Bezirk Ried im Innkreis).

## Denkmäler
| Foto |                 | Denkmal                                                                            | Standort                               | Beschreibung | Metadaten |
| ---- | --------------- | ---------------------------------------------------------------------------------- | -------------------------------------- | --- | --- |
| ja   | Datei hochladen | Kath. Pfarrkirche Mariae Himmelfahrt und Friedhof HERIS-ID: 52415 Objekt-ID: 59136 | Kirchenstraße 4 Standort KG: Mühlheim  | Ein gotischer Sakralbau um 1500 mit einem Westturm, einem einschiffigen, dreijochigen Langhaus und einem eingezogenen, niedrigeren Chor. Im zweiten Viertel des 18. Jahrhunderts wurde an beiden gotischen Gewölben (Langhaus, Chor) die Rippen entfernt und man verzierte das Gewölbe mit Fresken sowie Stuck. Der Hochaltar (vermutlich Anfang des 19. Jahrhunderts), die beiden Seitenaltäre (um 1670/80) und die Kanzel (um 1720) haben barocke Formen. | BDA-Hist.: Q21975715 Status: § 2a Stand der BDA-Liste: 2025-06-30 Name: Kath. Pfarrkirche Mariae Himmelfahrt und Friedhof GstNr.: 1, 6, .2/2 Church of the Assumption (Mühlheim am Inn) |
| ja   | Datei hochladen | Johannes-Nepomuk-Kapelle HERIS-ID: 89564 Objekt-ID: 104205                         | neben Hofmark 21 Standort KG: Mühlheim | | BDA-Hist.: Q37739535 Status: § 2a Stand der BDA-Liste: 2025-06-30 Name: Johannes Nepomukkapelle GstNr.: .67/2 Johannes Nepomukkapelle (Mühlheim am Inn)                                 |